# Lives Outgrown
Lives Outgrown – debiutancki solowy album Beth Gibbons, wydany 17 maja 2024 roku przez wytwórnię Domino Recording Company.
Ogłoszony przez magazyn Uncut Albumem Miesiąca.
Znalazł się na liście albumów nominowanych do nagrody Mercury Prize 2024.

## Album

### Historia
7 lutego 2024 roku Beth Gibbons zapowiedziała na 17 maja wydanie swojego solowego debiutanckiego albumu. Udostępniła jednocześnie pierwszy singiel, „Floating on a Moment”, któremu towarzyszył teledysk wyreżyserowany przez Tony’ego Ourslera. Premiera albumu miała miejsce 11 lat po tym, jak został on po raz pierwszy zapowiedziany. Ostatnim jej wydawnictwem był album z interpretacjami utworów Henryka Góreckiego z 2019 roku, a wcześniej – ostatni album Portishead, Third.
Album wyprodukowali wspólnie Gibbons i James Ford (z Simian Mobile Disco). Ford zagrał poza tym na licznych instrumentach: gitarach, cymbałach, instrumentach klawiszowych, instrumentach dętych drewnianych, dętych blaszanych, a nawet na pile muzycznej. W niektórych utworach wystąpił ponadto perkusista Lee Harris (z Talk Talk), który wykorzystał w charakterze instrumentów pudełka i sprzęt kuchenny. Gibbons natomiast po raz pierwszy w swojej karierze wykorzystała wokal wspierający.

### Muzyka
Lives Outgrown stanowi zwieńczenie dekady pisania piosenek przez Gibbons. Ich tematyka to rozmyślania artystki o macierzyństwie, niepokoju, menopauzie i śmierci – „wielu pożegnań bliskich i przyjaciół w ciągu ostatnich kilku lat” – jak stwierdziła w oświadczeniu, wyjaśniając: „zdałam sobie sprawę, jak wygląda życie bez nadziei. I to był smutek, którego nigdy nie czułam”.

### Lista utworów (CD)
Lista i informacje według Discogs:
| 1.  | Tell Me Who You Are Today | 3:56  |
|     |                           |       |
| 2.  | Floating On A Moment      | 5:26  |
|     |                           |       |
| 3.  | Burden Of Life            | 3:35  |
|     |                           |       |
| 4.  | Lost Changes              | 5:42  |
|     |                           |       |
| 5.  | Rewind                    | 4:47  |
|     |                           |       |
| 6.  | Reaching Out              | 4:15  |
|     |                           |       |
| 7.  | Oceans                    | 3:44  |
|     |                           |       |
| 8.  | For Sale                  | 4:25  |
|     |                           |       |
| 9.  | Beyond The Sun            | 3:54  |
|     |                           |       |
| 10. | Whispering Love           | 6:12  |
|     |                           |       |
|     |                           | 45:56 |
|     |                           |       |

### Autorzy
- Beth Gibbons – utwory: 2, 4, 6, 7, 8, 10
- Beth Gibbons i Lee Harris – utwory: 1, 3, 5, 9

### Muzycy
- Beth Gibbons – gitara akustyczna, śpiew, chórki, wokoder
- James Ford – wokal wspierający, fisharmonia, melotron, wibrafon, fortepian, kontrabas, gitara akustyczna, gitara barytonowa, gitara basowa, cymbały, organy Hammonda, flet, magnetofon, perkusja, wiolonczela, elektryczna gitara hawajska, klarnet basowy, werbel, trąbka, puzon, piła
- Lee Harris – perkusja, instrumenty perkusyjne, daf, melotron, gwizdek
- Howard Jacobs – saksofon basowy, saksofon tenorowy, klarnet, instrumenty perkusyjne, bęben, mizmar

## Odbiór

### Opinie krytyków
| Oceny łączne           | Oceny łączne |
| Publikacja             | Ocena        |
| ---------------------- | ------------ |
| Album of the Year      | 86/100       |
| AnyDecentMusic?        | 8.4/10       |
| Metacritic             | 88/100       |
| Recenzje               |              |
| Publikacja             | Ocena        |
| AllMusic               | [ 2 ]        |
| The Arts Desk          | [ 13 ]       |
| Beats Per Minute       | 83%          |
| Exclaim!               | 8/10         |
| Far Out Magazine       | [ 16 ]       |
| God Is in the TV       | 8/10         |
| The Guardian           | [ 8 ]        |
| The Irish Times        | [ 18 ]       |
| laut.de                | [ 19 ]       |
| The Line of Best Fit   | 7/10         |
| Loud And Quiet         | 9/10         |
| musicOMH               | [ 22 ]       |
| Mojo                   | [ 23 ]       |
| The Needle Drop        | 9/10         |
| NME                    | [ 25 ]       |
| Northern Transmissions | 6.9/10       |
| The Observer           | [ 27 ]       |
| Paste                  | 10/10        |
| Pitchfork              | 8.0/10       |
| PopMatters             | 8/10         |
| Record Collector       | [ 31 ]       |
| The Skinny             | [ 32 ]       |
| Slant Magazine         | [ 33 ]       |
| Spectrum Culture       | 85%          |
| Spill Magazine         | [ 35 ]       |
| Uncut                  | 9/10         |
| Under the Radar        | 8/10         |

Album otrzymał następujące oceny średnie w serwisach agregujących recenzje: 86/100 w Album of the Year (na podstawie 25 recenzji krytycznych), 8.4/10 w AnyDecentMusic? (na podstawie 25 recenzji) i 88/100 w Metacritic z komentarzem „powszechne uznanie” (na podstawie 21 recenzji).
Matt Mitchell z Paste dał albumowi najwyższą ocenę z usasadnieniem, że „pierwsza solowa płyta Beth Gibbons to surowe, wypieszczone instrumentarium, które współgra z otwartymi przestrzeniami. Czasami jest piękna, czasami poszarpana i niepokojąca”. Beth Gibbons „wykorzystuje kręte, eleganckie poczucie smutku, szaleństwa i żalu, które istnieją we wszystkich zakątkach tej płyty i można je znaleźć wczoraj, dziś i jutro w nas samych (…) I jeśli Dummy brzmiał, jakby pochodził z innej planety, to Lives Outgrown brzmi, jakby pochodził właśnie stąd, właśnie teraz, właśnie wtedy, gdy najbardziej tego potrzebowaliśmy” – zauważa autor.
Zdaniem  Heather Phares z AllMusic Gibbons w Lives Outgrown „wykorzystuje niespokojną kontemplację, która zdefiniowała jej sztukę, aby skonfrontować się z faktem, że życie wcale nie jest ponadczasowe. Album ten (…) jest przesiąknięty emocjonalnymi i fizycznymi realiami życia wystarczająco długo, aby przynieść życie na świat i zobaczyć, jak odchodzi”. W podsumowaniu recenzentka stwierdza, że Lives Outgrown pokazuje, „iż muzyka Gibbons staje się coraz bogatsza wraz z upływem lat, ponieważ artystka bada proces starzenia się z urzekającym pięknem i zdecydowaną szczerością”.
W podobnym kierunku zmierza ocena Laury Barton z magazynu Uncut. Twierdzi ona, iż „wiek średni moze być również wyraźnie pouczającym okresem w życiu kobiety; etapem, na którym często staje się bardziej podobna do siebie niż do tego, czego oczekują od niej inni. Z tego wyrasta świetne pisanie piosenek. Na swojej pierwszej solowej płycie Beth Gibbons eksploruje dokładnie ten teren, jego macierzyństwo, niepokój, menopauzę, śmiertelność; jego czasami oszałamiającą trajektorię”.
W ocenie Siobhán Kane z dziennika The Irish Times Gibbons „skierowała smutek i traumę w medytację o metamorfozach, która jest zarówno jasna, jak i rozrzewniona”. Metamorfozy nasunęły recenzentce skojarzenia z Owidiuszem, biorąc pod uwagę, że jego poemat narracyjny badał "pierwotny chaos" tego, czym jest życie i umieranie.
Anthony Fantano uważa, że album Gibbons jest „absolutnie wspaniały i poruszający”.
Według Alexisa Petridisa z dziennika The Guardian piosenki Gibbons „siedzą w jesiennym mroku, ale od czasu do czasu są pokryte ciepłem i światłem”, zaś „Lives Outgrown, będący ucieczką od mrocznych chwil wieku średniego, jest czasami wymagający, często piękny i niezmiennie porywający”. Kitty Empire z siostrzanego The Observer ocenia, że album Gibbons „jest ripostą na śmiercionośną strzałę czasu, (...) na utratę bliskich, związków, zdrowia, owulacji.
Zdaniem Toma Beedhama z magazynu Exclaim! „przesłanie piosenek Gibbons uzupełnia panoramiczną instrumentację eliptycznym impresjonizmem, który wydaje się być uwięziony poza przeszłością, teraźniejszością i przyszłością, oceniając to wszystko z [perspektywy] chwilowo udręczonego lotu ptaka.
Rohan Chakraborty ze Spill Magazine uważa, że album Gibbons jest „zwycięskim świadectwem tego, że jej głos jest jednym z najważniejszych w historii współczesnej muzyki – zarówno pod względem lirycznym, jak i dźwiękowym.
„Po ponad trzydziestu latach od muzycznego debiutu Beth Gibbons, jej pierwszy solowy album zawiera obfitą mieszankę poezji i psychodelii, z domieszką folku i pięknie wykończoną jej oszałamiającym głosem” – ocenia Emily Stark z magazynu God Is in the TV dodając: ”Trudno się oprzeć, by nie wrócić po drugą płytę”.
Ben Cardew z magazynu Pitchfork analizując wpływy muzyczne debiutanckiego albumu Gibbons zauważył, że „melodie niekończącej się melancholii i teksty o dobitnej głębi, przypominające współpracę Gibbons z Portishead i (krótko) z Rustin Manem, jej duet z Paulem Webbem z Talk Talk, odzwierciedlają okres autorefleksji piosenkarki. Lives Outgrown ma momenty miażdżącej wiarygodności, gdy porusza tematy takie jak macierzyństwo, lęk i menopauza”.
„Lives Outgrown to znużona, ale stanowcza przesyłka z drugiej połowy egzystencji” – twierdzi Gary Knight z magazynu Under the Radar dodając, że jest to „głęboko odczuwalne i bogato przekazane dzieło, które pomimo swojej ciężkiej natury (i nieodłącznych osobistych prób, które je zainspirowały) nie jest depresyjne. W końcu jest to ktoś, kto kiedyś śpiewał, u progu wieku średniego: «Bóg wie, jak uwielbiam życie»”.
Christopher Patterson z Northern Transmissions ocenia, iż debiutancki solowy album Gibbons „to całkiem interesujące dzieło. Jest to przyjemny album, który rozwija się dzięki unikalnemu stylowi i brzmieniu, które naśladują, jak może sugerować grafika i tytuł, spojrzenie na życie Gibbons i jego wiele warstw”.
Według Charlesa Lyons-Burta Slant Magazine Lives Outgrown „prezentuje artystę, którego zdolności zostały ostro szlifowane, z umiejętnością przekazywania wszystkich skomplikowanych, drażliwych emocji życiowych”.

### Listy tygodniowe
| Kraj            | Lista                      | Pozycja |
| --------------- | -------------------------- | ------- |
| Australia       | ARIA Charts                | 50      |
| Austria         | Austrian Charts            | 5       |
| Belgia          | Ultratop (Flandria)        | 11      |
| Belgia          | Ultratop (Walonia)         | 4       |
| Dania           | Danish Charts              | 15      |
| Francja         | Top albums                 | 13      |
| Hiszpania       | Spanish Charts             | 36      |
| Holandia        | Album Top 100              | 14      |
| Irlandia        | IRMA                       | 96      |
| Japonia         | Billboard Japan            | 69      |
| Niemcy          | Offizielle Deutsche Charts | 5       |
| Nowa Zelandia   | Recorded Music NZ          | 37      |
| Portugalia      | Portuguese Charts          | 9       |
| Szkocja         | Scottish Albums Chart      | 4       |
| Szwajcaria      | Hitparade.ch               | 4       |
| Szwecja         | Sverigetopplistan          | 14      |
| Wielka Brytania | UK Albums Chart            | 7       |
| Wielka Brytania | UK Independent Albums      | 1       |
| Włochy          | FIMI                       | 69      |

### Klasyfikacje
| Miejsce | Lista                              | Publikacja            | Źródło |
| ------- | ---------------------------------- | --------------------- | ------ |
| 1       | The 10 Best Albums of 2024         | Time                  | [ 56 ] |
| 3       | Uncut's 80 Best Albums of 2024     | Uncut                 | [ 57 ] |
| 3       | The Best Albums Of 2024            | Mojo                  | [ 58 ] |
| 6       | Top 50 Albums Of 2024              | musicOMH              | [ 59 ] |
| 7       | The 50 Best Albums of 2024         | Albumism              | [ 60 ] |
| 8       | Eindlijst 2024: de 20 beste albums | OOR                   | [ 61 ] |
| 13      | Top 50 Albums of 2024              | BrooklynVegan         | [ 62 ] |
| 15      | The 100 Best Albums of 2024        | Paste                 | [ 63 ] |
| 16      | The Best Albums of the Year 2024   | The Line of Best Fit  | [ 64 ] |
| 16      | The 50 Best Albums of 2024         | Slant Magazine        | [ 65 ] |
| 17      | The best albums of 2024            | The Forty-Five        | [ 66 ] |
| 18      | Top 50 Albums of 2024              | The Needle Drop       | [ 67 ] |
| 19      | Best Albums Of 2024                | AnyDecentMusic?       | [ 68 ] |
| 19      | Top 20 Albums of 2024              | Spectrum Culture      | [ 69 ] |
| 20      | Best Music and Albums for 2024     | Metacritic            | [ 70 ] |
| 21      | The 50 Best Albums of 2024         | Treble                | [ 71 ] |
| 24      | The 80 Best Albums of 2024         | PopMatters            | [ 72 ] |
| 25      | Top 50 Albums of 2024              | Beats Per Minute      | [ 73 ] |
| 26      | Highest Rated Albums of 2024       | NME                   | [ 74 ] |
| 28      | The Highest Rated Albums of 2024   | Album of the Year     | [ 75 ] |
| 28      | The 50 best albums of 2024         | Far Out Magazine      | [ 76 ] |
| 31      | The Best Albums of 2024            | FLOOD Magazine        | [ 77 ] |
| 34      | The Top 50 Albums of 2024          | Crack Magazine        | [ 78 ] |
| 42      | Best Albums of 2024                | Northern Transmission | [ 79 ] |
| 43      | Top 50 Albums of 2024              | Sputnikmusic          | [ 80 ] |
| 44      | Albums of the Year 2024            | Rough Trade UK        | [ 81 ] |
| 45      | Top 100 Albums of 2024             | Under the Radar       | [ 82 ] |
| 47      | Best 50 Albums of 2024             | Earmilk               | [ 83 ] |

#### Wyróżnienia bez podanego miejsca
- 50 Best Albums of 2024 NPR[84]
- Best of 2024 AllMusic[85]
- 50 best albums of 2024 Alternative Press[86]
- The best albums of 2024 The Economist[87]

#### Klasyfikacje dekadowe
| Miejsce | Lista                                   | Publikacja | Źródło |
| ------- | --------------------------------------- | ---------- | ------ |
| 67      | The 100 Best Albums of the 2020s So Far | Paste      | [ 88 ] |